# Seupahn
Seupahn ist ein Ortsteil der Gemeinde Königsfeld im sächsischen Landkreis Mittelsachsen. Er wurde am 1. Januar 1952 nach Schwarzbach eingemeindet, mit dem er am 1. Januar 1994 zur Gemeinde Königsfeld kam.

## Geografie

### Geografische Lage und Verkehr
Seupahn befindet sich im nordöstlichen Gemeindegebiet von Königsfeld. Der Ortsteil gliedert sich in den Hauptort Seupahn am Westufer der Zwickauer Mulde und die westlich davon liegende Siedlung Kleinseupahn an der Bundesstraße 107.

### Nachbarorte
| Hohnbach    | Möseln                                      |         |
| Schwarzbach | Kompassrose, die auf Nachbargemeinden zeigt | Lastau  |
| Weiditz     |                                             | Kralapp |

## Geschichte

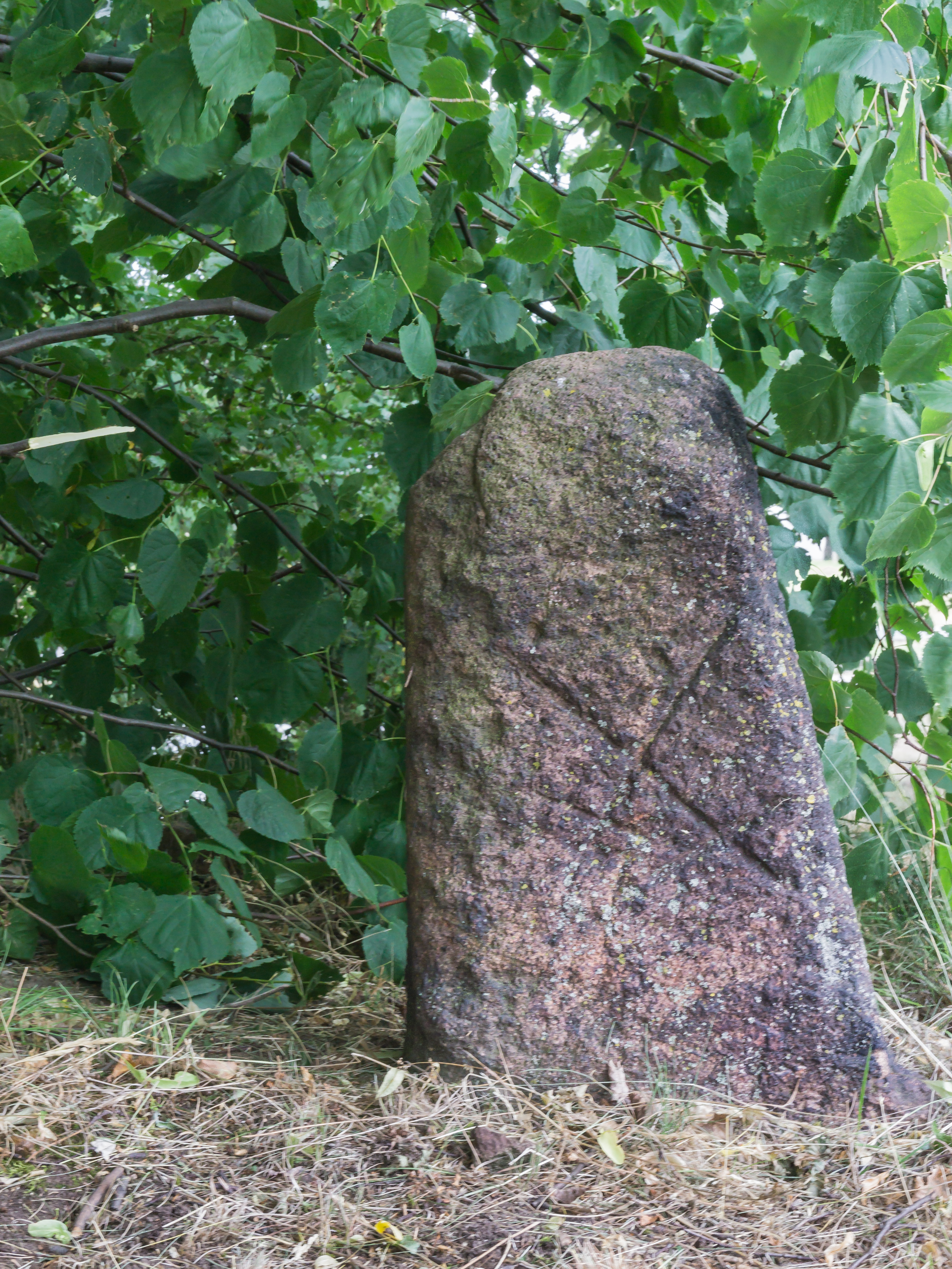
Grenzstein in Seupahn

Das Gassendorf Seupahn wurde im Jahr 1336 als Supan erwähnt. Bezüglich der Grundherrschaft unterstand der Ort im Jahr 1548 dem Rat zu Colditz. 1764 wird der Ort als Amtsdorf geführt. Kirchlich ist Seupahn seit jeher nach Schwarzbach gepfarrt. Seupahn gehörte bis 1856 zum kursächsischen bzw. königlich-sächsischen Amt Colditz. Bei den im 19. Jahrhundert im Königreich Sachsen durchgeführten Verwaltungsreformen wurden die Ämter aufgelöst. Dadurch kam Seupahn im Jahr 1856 unter die Verwaltung des Gerichtsamts Colditz und 1875 an die neu gegründete Amtshauptmannschaft Grimma.
Am 1. Januar 1952 wurde Seupahn nach Schwarzbach eingemeindet. Durch die zweite Kreisreform in der DDR im Jahr 1952 wurde Seupahn als Ortsteil der Gemeinde Schwarzbach dem Kreis Rochlitz im Bezirk Chemnitz (1953 in Bezirk Karl-Marx-Stadt umbenannt) angegliedert, der ab 1990 als sächsischer Landkreis Rochlitz weitergeführt wurde und 1994 im Landkreis Mittweida bzw. 2008 im Landkreis Mittelsachsen aufging. Durch die Eingemeindung von Schwarzbach nach Königsfeld wurde Seupahn am 1. Januar 1994 ein Ortsteil der Gemeinde Königsfeld.